# Lista do Patrimônio Mundial em Chipre
A Organização das Nações Unidas para a Educação, a Ciência e a Cultura (UNESCO) propôs um plano de proteção aos bens culturais do mundo, através do Comité sobre a Proteção do Património Mundial Cultural e Natural, aprovado em 1972. Esta é uma lista do Patrimônio Mundial existente no Chipre, especificamente classificada pela UNESCO e elaborada de acordo com dez principais critérios cujos pontos são julgados por especialistas na área. Chipre, um pequeno país insular do Mediterrâneo de grande legado cultural resultante das sucessivas ocupações micênica e romana, ratificou a convenção em 14 de agosto de 1975, tornando seus locais históricos elegíveis para inclusão na lista.
O sítio Pafos foi o primeiro local do Chipre incluído na lista do Patrimônio Mundial da UNESCO por ocasião da 4ª Sessão do Comitè do Património Mundial, realizada em Paris (França) em 1980. Desde a mais recente adesão à lista, o Chipre totaliza 3 sítios classificados como Patrimônio da Humanidade, sendo todos eles de classificação cultural. 

## Bens culturais e naturais
Chipre conta atualmente com os seguintes lugares declarados como Patrimônio da Humanidade pela UNESCO:
| | Pafos |
| Bem cultural inscrito em 1980. |       |
| Localização: Pafos |       |
| Habitado desde o Neolítico, o sítio de Pafos era um lugar de adoração às deidades da fertilidade em tempos pré-helênicos. Mais tarde, este culto seria substituído pelo de Afrodite, nascido aqui de acordo com a mitologia grega. O templo desta deusa é uma construção micênica da datando do século XII a.C.C. Os vestígios de vilas, palácios, teatros, fortalezas e túmulos dão a este local um valor arquitetônico e histórico excepcional. Os mosaicos de Nea Paphos estão entre os mais bonitos do mundo. (UNESCO/BPI) |       |

| | Igrejas Pintadas na Região de Troodos |
| Bem cultural inscrito em 1985, estendido em 2001. |                                       |
| Localização: Limassol / Nicósia |                                       |
| Nesta região está uma das maiores concentrações de igrejas e mosteiros construídos em tempos do Império Bizantino. Os dez monumentos inscritos na Lista do Patrimônio Mundial vão desde pequenas igrejas rurais, cujo estilo arquitetônico rural contrasta com o refinamento de sua decoração, até mosteiros importantes como o de São João Lampadistis. Todas as igrejas são ricamente ornamentadas com murais oferecendo uma perspectiva excepcional sobre a pintura bizantina e pós-bizantina em Chipre. (UNESCO/BPI) |                                       |

| | Choirokoitia |
| Bem cultural inscrito em 1998, modificada em 2012. |              |
| Localização: Larnaca |              |
| O assentamento neolítico de Choirokoitia, ocupado do sétimo ao quarto milênio a.C., é um dos locais pré-históricos mais importantes do Mediterrâneo Oriental. Os vestígios encontrados nas escavações nos permitiram entender melhor a evolução da sociedade humana nesta região-chave. O local, que só foi parcialmente escavado, constitui uma reserva arqueológica excepcional para futuras pesquisas. (UNESCO/BPI) |              |

## Lista Indicativa
Em adição aos sítios inscritos na Lista do Patrimônio Mundial, os Estados-membros podem manter uma lista de sítios que pretendam nomear para a Lista de Patrimônio Mundial, sendo somente aceitas as candidaturas de locais que já constarem desta lista. Desde 2021, Chipre possui 11 locais na sua Lista Indicativa.
| Sítio             | Imagem | Localização | Ano  | Dados UNESCO          | Descrição |
| ----------------- | ------ | ----------- | ---- | --------------------- | --- |
| Igreja de Panásia |        | Nicósia     | 2002 | Cultural: ii, iii, iv | A Igreja de Panayia Chrysokourdaliotissa com pituras do início do século XVI no estilo ítalo-bizantino é considerada uma extensão das Igreja Pintadas de Troodos. |